# Richtrad

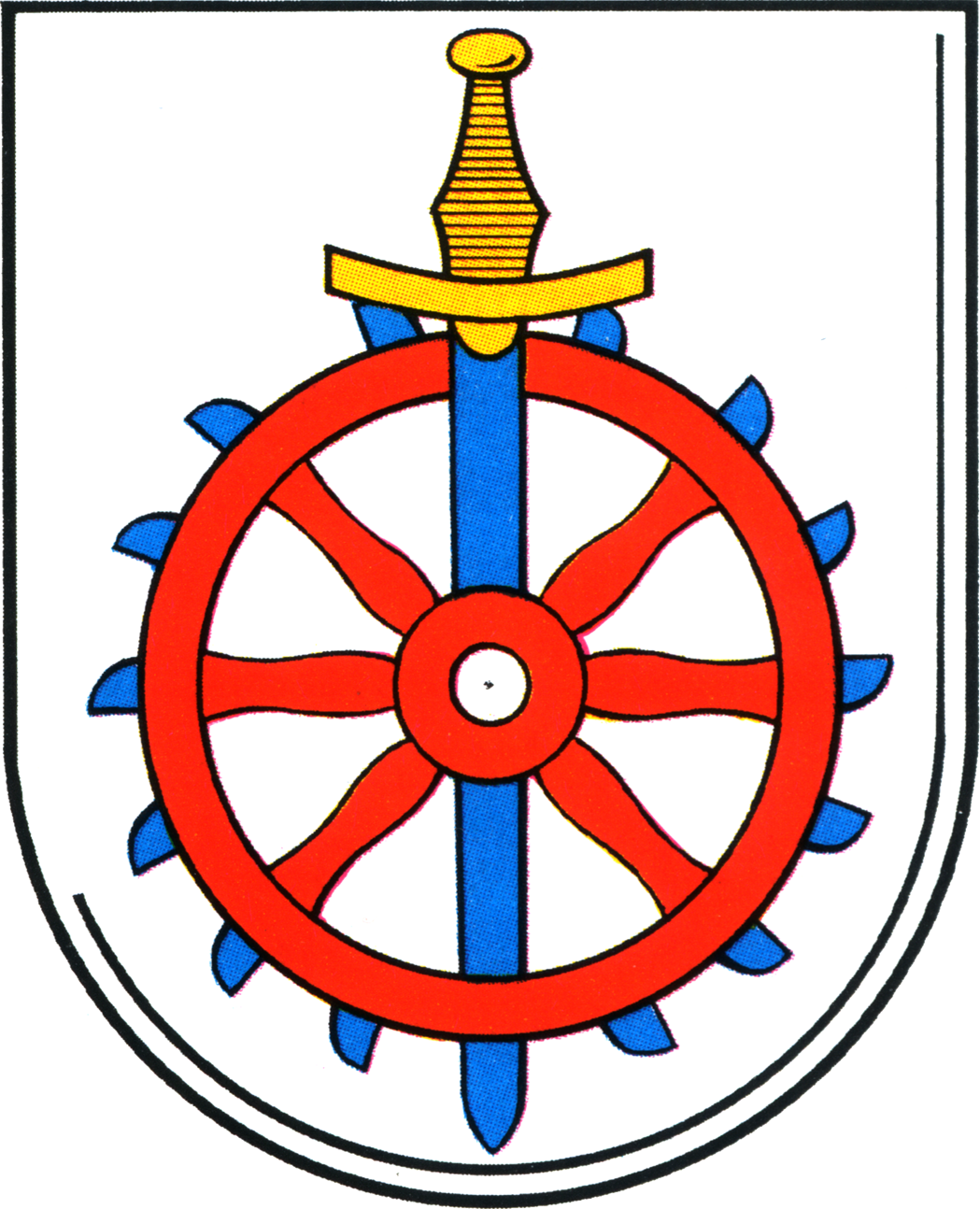
Richtrad mit Schwert

Das Richtrad ist in der Heraldik eine gemeine Figur.
Als Folterwerkzeug wurde es zum sogenannten „Radebrechen“ verwendet. Die Vollstreckung der qualvollen Todesstrafe erfolgte in zwei Schritten. Zuerst wurden die Knochen durch Überrollen gebrochen. Dies erfolgte durch ein Wagenrad, das mit vielen Dreikantklötzen bestückt war. Oft waren statt der Holzstücke bis zu 16 Messer am Außenkranz befestigt. War der Straftäter noch lebend, band man ihn auf das Rad und steckte dieses auf einen Pfahl. Dann wurde gestreckt. Anwendung fand das Richtrad für Mörder und Räuber. Die Hinrichtung fand immer unter Teilnahme des Volkes auf dem Galgenplatz statt. Der Henker selbst war nicht nur Scharfrichter, sondern gleichzeitig der Abdecker.
Richtrad und Schwert sind die Attribute der Märtyrerin St. Katharina. Sie soll das erste Opfer gewesen sein. Im Jahr 307 wurde sie gerädert und anschließend enthauptet. Der römische Kaiser Maxentius soll die Weisung erteilt haben.
In der Kirche von Tarnow bei Bützow befindet sich in einer Gewölbekappe ein Deckengemälde mit der Darstellung des Martyriums der heiligen Katharina. Hier wird eine gekrönte Jungfrau kniend mit dem Schwert hingerichtet. Ein weiteres Bild in einer anderen Gewölbekappe zeigt, wie der heilige Laurentius auf einem Rost gebraten wird. Seitdem sind das Rad und das Schwert die Werkzeuge des Henkers und zum Symbol der besonderen Gerichtsbarkeit geworden.
Städte und Gemeinden mit der Vollmacht dieser Rechtsprechung haben sich Rad und Schwert ins Wappen genommen. Schwert und Richtrad versinnbildlichen nicht nur die Attribute der heiligen Katharina. Beispiel: Bis 1738 war Katharina über Jahrhunderte Kirchen- und Ortspatronin von Densborn. Als Hinweis auf diese Historie der bereits 1289 zur Pfarrkirche erhobenen Kirche Densborn steht das Attribut der Katharina, das Richtrad, sondern auch das Patrozinium der Pfarrkirche. Maria Magdalena ist jetzt an ihrer Stelle getreten.

## Darstellung
Das Richtrad wird im Wappen stilisiert dargestellt. Am Umfang werden gerade oder kurze gebogene Stücke gleichmäßig verteilt. Die Radnabe ist ein Loch. Es kann ganz oder halbiert, aber auch mit nur ausgebrochenen Radstücken im Wappen gezeigt werden. Die Farbgebung oder Tingierung erfolgt nach den heraldischen Regeln.
Viele Kirchen, Klöster und Orte, die einen Namensbezug zur Heiligen Katharina haben, führen das Richtrad im Wappen. Das Schwert wird oft dazu gestellt, aber nicht zwingend.
So das Wappen von Sankt Katharinen: Gespalten und vorn geteilt; vorn oben in Silber ein durchgehendes schwarzes Balkenkreuz, unten in Rot ein silberner Schlüssel mit gotischer Vierpassreite und linkshin gewendetem Bart; hinten in Blau ein halbes, entlang der Spaltung zerbrochenes goldenes Richtrad mit acht Speichen des ganzen Rades, bedeckt von einem gestürzten silbernen Schwert mit von Silber und Rot zweireihig geschachtem Griff.
Weitere Wappen sind im „Offenen Wappenbrief der Familie Bockstaller“ sowie
- Wielfresen,
- Sankt Katharein an der Laming
- Berlin-Weißensee.

Wappen von Sankt Katharinen
Aufs Rad geflochten im Wappen von Molsheim
Wappen derer von Wedel mit schwarzem Richtrad
Wappen von Gütenbach mit dem Katharina-Rad
Wappen von Stuttgart-Vaihingen mit dem Katharina-Rad
Wappen von Hora Svaté Kateřiny (Sankt Katharinaberg) in Böhmen
Stadtwappen von Altena mit der heiligen Katharina und ihren Attributen Schwert, Rad und Krone
Wappen von Mindelaltheim mit halbem Katharinenrad

## Sehenswertes
Noch erhaltene Richträder sind im
- Museum Heimathaus in Scheibbs
- Henkermuseum in Bernau bei Berlin
- Mühlviertler Schlossmuseum in Freistadt
- Ostfriesisches Landesmuseum in Emden

zu sehen.